# تورنر جيل
تورنر جيل (بالإنجليزية: Turner Gill)‏ هو لاعب كرة قدم أمريكية ولاعب كرة القدم الكندية أمريكي، ولد في 13 أغسطس 1962 في فورت وورث في الولايات المتحدة.

## وصلات خارجية
- تورنر جيل على موقعبيزبول رفرنس.كوم (الدوري الثانوي) (الإنجليزية)